# We Are the World
"We Are the World" pjesma je koju su napisali Michael Jackson i Lionel Richie 1985., čiji producent je Quincy Jones a snimili su je glazbenici kao dio dobrotvornog projekta USA for Africa. Pjesma je objavljena kao singl, a prikupljeni novac od prodaje je upućen u gladom pogođena područja u Etiopiji. Inspiracija za pjesmu dolazi ud britanskog Band Aid projekta 1984., božićne pjesme u dobrotvorne svrhe  "Do They Know It's Christmas?". Prodano je 800 000 singlova već prvog tjedna, a sveukupno 9.5 milijuna nosača zvuka.
Novija inačica pjesme, "We Are the World 25 for Haiti", snimljena je u svezi s potresom na Haitiju 2010.

## Članovi projekta
| Dirigent     |
| ------------ |
| Quincy Jones |

| Solo umjetnici (po redosljedu pojavljivanja) |
| -------------------------------------------- |
| Lionel Richie                                |
| Stevie Wonder                                |
| Paul Simon                                   |
| Kenny Rogers                                 |
| James Ingram                                 |
| Tina Turner                                  |
| Billy Joel                                   |
| Michael Jackson                              |
| Diana Ross                                   |
| Dionne Warwick                               |
| Willie Nelson                                |
| Al Jarreau                                   |
| Bruce Springsteen                            |
| Kenny Loggins                                |
| Steve Perry                                  |
| Daryl Hall                                   |
| Huey Lewis                                   |
| Cyndi Lauper                                 |
| Kim Carnes                                   |
| Bob Dylan                                    |
| Ray Charles                                  |

| Pjevači u zboru (po abecedi) |
| ---------------------------- |
| Dan Aykroyd                  |
| Harry Belafonte              |
| Lindsey Buckingham           |
| Mario Cipollina              |
| Johnny Colla                 |
| Sheila E.                    |
| Bob Geldof                   |
| Bill Gibson                  |
| Chris Hayes                  |
| Sean Hopper                  |
| Jackie Jackson               |
| La Toya Jackson              |
| Marlon Jackson               |
| Randy Jackson                |
| Tito Jackson                 |
| Waylon Jennings              |
| Bette Midler                 |
| John Oates                   |
| Jeffrey Osborne              |
| The Pointer Sisters          |
| Smokey Robinson              |

| Instrumentalna pratnja                        |
| --------------------------------------------- |
| John Barnes – keyboard & aranžman             |
| David Paich – sintesajzer                     |
| Michael Boddicker – sintesajzer, progrmiranje |
| Paulinho da Costa – udaraljke                 |
| Louis Johnson – sint. bas                     |
| Michael Omartian – keyboard                   |
| Greg Phillinganes – keyboard                  |
| John Robinson – bubnjevi                      |